# Alex van Heusden
Alex van Heusden (Den Haag, 9 februari 1956) is een Nederlands theoloog.

## Loopbaan
Hij studeerde filosofie aan de Katholieke Universiteit Nijmegen en theologie aan de Katholieke Theologische Hogeschool Amsterdam.
Sinds 2011 is hij in dienst van het centrum De Nieuwe Liefde in Amsterdam, waar hij leerhuizen houdt en eindredacteur van het tijdschrift Nieuwe Liefde is.
Hij is een van de voorgangers van de Amsterdamse Studentenekklesia.
Samen met Huub Oosterhuis heeft hij een vertaling van de eerste vijf Bijbelboeken gemaakt, In den beginne, en van het Evangelie volgens Lucas.